# Mausolée Bouyankouli khan
Le mausolée Bouyankouli khan ou mazar Bouyan Kouli khan est un mausolée situé à Boukhara, édifié en 1358 pour le souverain gengiskhanide du khanat de Djaghataï, Bouyankouli. Ce mausolée se trouve en face du mausolée Sayf al-Dîn Bâkharzî.

## Architecture

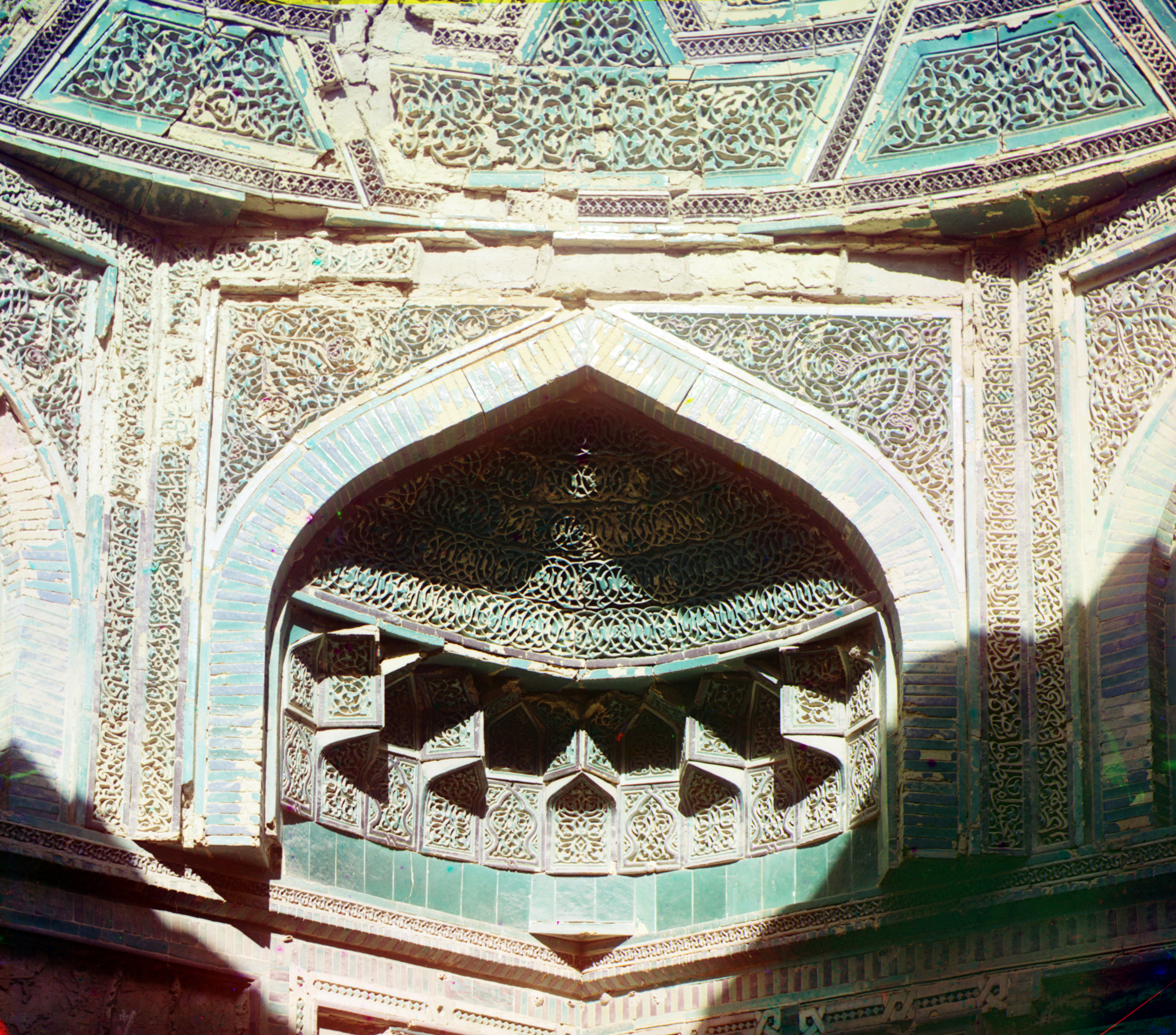
Intérieur du mausolée Bouyankouli khan. Photo de Sergueï Prokoudine-Gorski, en 1905-1915

Le mausolée est un petit bâtiment rectangulaire, situé dans le quartier Faisakhan de la ville de Boukhara. La façade est décorée d'un portail, affleurant la surface des murs. Une niche donne accès à une première salle, formant un carré de six mètres sur six mètres, surmontée d'un dôme posé sur pendentif. Derrière cette première salle se trouve une petite pièce dans laquelle se trouve la tombe de Bouyankouli. Malgré ses dimensions réduites il donne l'impression d'une monumentalité authentique grâce à la proportionnalité des formes, le rapport entre l'ensemble et les détails.
Dans l'épaisseur des murs, des couloirs donnent accès à des galeries couvertes menant au toit. À l'extérieur comme à l'intérieur du mausolée les murs sont décorés assurant son unité visuelle. Le revêtement est de terre cuite, recouverte de carreaux de céramique multicolore turquoise, blanche, violette. Le plus beau revêtement se trouve dans la salle centrale où il couvre les murs et la coupole. Le photographe Sergueï Prokoudine-Gorski a réalisé une photo de cette salle au début du XXe siècle. Ce type de décoration est caractéristique de l'architecture de Transoxiane de la seconde moitié du XIVe siècle vers 1370-1380.